# Jekatěrina Byčkovová
Jekatěrina Andrejevna Byčkovová (rusky: Екатерина Андреевна Бычкова; narozená 5. června 1985, Moskva) je ruská profesionální tenistka. Ve své dosavadní kariéře na okruhu WTA Tour nevyhrála žádný turnaj. V rámci okruhu ITF získala k září 2011 osm titulů ve dvouhře a čtyři ve čtyřhře.
Na žebříčku WTA byla nejvýše ve dvouhře klasifikována v únoru 2006 na  66. místě a ve čtyřhře pak v lednu 2007 na 107. místě. K roku 2011 ji trénovala matka Ljudmila Byčkovová.
Na US Open 2005 porazila v úvodním kole dvouhry obhjákyni titulu krajanku Světlanu Kuzněcovovou po setech 6–3, 6–2. Poprvé v historii vypadla na tomto grandslamu úřadující vítězka v prvním kole. Ve druhém pak Byčkovová podlehla Ivaně Lisjakové.

## Finálové účasti na turnajích okruhu ITF
| Legenda okruhu ITF   |
| $100 000 tournaments |
| $75 000 tournaments  |
| $50 000 tournaments  |
| $25 000 tournaments  |
| $10 000 tournaments  |

### Dvouhra

#### Vítězka (8)
| Č. | Datum             | Turnaj                 | Povrch    | Finalistka                   | Výsledek |
| -- | ----------------- | ---------------------- | --------- | ---------------------------- | -------- |
| 1. | 14. prosince 2003 | Káhira, Egypt          | antuka    | Gabriela Velascová Andreuová | 6–1, 6–4 |
| 2. | 4. července 2004  | Krasnoarmejsk, Rusko   | Hard      | Olga Panovová                | 6–2, 6–3 |
| 3. | 29. srpna 2004    | Moskva, Rusko          | antuka    | Marija Kondratěvová          | 6–2, 6–1 |
| 4. | 27. března 2005   | Petrohrad, Rusko       | tvrdý (h) | Emma Laineová                | 6–1, 6–2 |
| 5. | 18. prosince 2005 | Bergamo, Itálie        | koberec   | Mervana Jugićová-Salkićová   | 6–3, 6–0 |
| 6. | 19. června 2006   | Marseille, Francie     | antuka    | Séverine Brémondová          | 6–1, 6–2 |
| 7. | 19. července 2009 | Contrexeville, Francie | antuka    | Kathrin Wörleová             | 6–4, 6–4 |
| 8. | 8. srpna 2010     | Moskva, Rusko          | antuka    | Darja Kustovová              | 6–2, 7–5 |